# 감각질
감각질(感覺質) 또는 퀄리아(qualia)는 어떤 것을 지각하면서 느끼게 되는 기분, 떠오르는 심상 따위로서, 말로 표현하기 어려운 특질을 가리킨다. 일인칭 시점이기에 주관적인 특징이 있으며 객관적인 관찰이 어렵다.

## 정의
감각질은 영어로 Qualia이며 이는 “질(quality)”을 의미하는 라틴어, “quale”의 복수형이다. 이 단어는 4세기부터 사용되어왔지만 이 단어를 현대적 의미와 유사하게 사용한 것은 1929년에 철학자 크라렌스 어빙 루이스(Clarence Irving Lewis)에 의해서였다. 그는 그의 책,『정신과 세계의 질서』에서 감각질을 다음과 같이 정의내린다.
어떤 대상에 의해 의식에 야기된 감각 (소여(所與),the given)에는 식별 가능한 질적 특징들이 있다. 이 특징들은 여러 경험들에서 반복될 수 있으므로 보편적이다. 나는 이 특징들을 “감각질(qualia)"이라 부른다. 감각질은 보편적이지만 서로 다른 경험에서 인식된다는 점에서, 그것은 대상의 특성과는 구분되어야 한다. 많은 전통적 개념들, 그리고 현대의 이론들에서도 이 둘(감각질과 대상의 특성)을 혼동해서 쓴다. 감각질은 바로 직감되고, 주어지며, 순수하게 주관적이기 때문에 어떠한 오류의 가능성도 가질 수 없다.

감각질에 대한 일반적인 정의를 Stanford Encyclopedia of Philosophy에서는 이렇게 이야기하고 있다.
당신이 페인트가게에서 밝은 청록색의 천 조각을 응시하는 시각경험을 한다고 한번 생각해 보아라. 당신에겐 주관적으로 그 경험을 겪는다는 게 어떤 것인지에 대한 느낌이 있다. 그 경험을 겪는 다는 것이 어떤 것인지는 흐린 갈색의 천 조각을 보는 것이 당신에게 어떤 것인지 와는 매우 다르다. 이 차이는 “현상적 특징(phenomenal character)”이라고 종종 불리는 것의 차이이다. 경험의 현상적 특징은 주관적 경험이 어떠한지에 관한 특징을 일컫는다. 당신이 당신의 경험의 현상적 특징들에 집중해 본다면 그렇게 하는 동안에 어떤 특정한 질(質)들을 인식하게 될 것이다. 이러한 질들 - 당신이 내적으로 접근가능하고 합쳐졌을 때 어떤 경험의 현상적 특징을 구성하게 되는 것들-을 일반적으로 “감각질(qualia)”이라고 부른다.

감각질의 정의에 대해서는 아직까지도 많은 논란이 있으며 그것을 정확히 무엇이라고 규정할 수 있는지 그 특성은 어떠한지 등에 대해 감각질을 연구하는 연구자들 사이에서 합의된 바는 없다. 감각질이 논란이 되는 이유는 감각질이 의식과 관련해서 난해하고 도전적인 문제를 던지기 때문이다. 데이비드 차머스(David Charmas)에 의하면 의식에 관한 문제는 어려운 문제(hard problem)와 쉬운 문제(easy problem)로 나눌 수 있다. 심리학과 신경과학이 대답할 수 있는 문제, 예를 들면 “뇌는 정보를 어떻게 통합하는가?”나 “인간은 어떻게 외부의 자극을 분별하여 이에 적절히 반응할 수 있는가?”와 같은 인지체계의 객관적 메커니즘과 관련된 문제가 쉬운 문제이다. (여기서 ‘쉽다'는 의미는 사소하거나 중요하지 않다는 의미가 아니다.) 반면, 심리학과 신경과학이 대답할 수 없는 문제, 예를 들면 “뇌의 물리적 작용이 어떻게 주관적인 감각경험을 일으키는가?” “왜 뇌의 물리적 작용에 감각이 동반되는가?” 와 같은 생각과 인식의 내적 측면에 관한 문제가 어려운 문제이다. 감각질은 어려운 문제를 제기하기 때문에 논쟁의 대상이 되는 것이다.

## 감각질에 관한 사고실험

### 역전 감각질(전도된 스펙트럼 혹은 역전 스펙트럼)

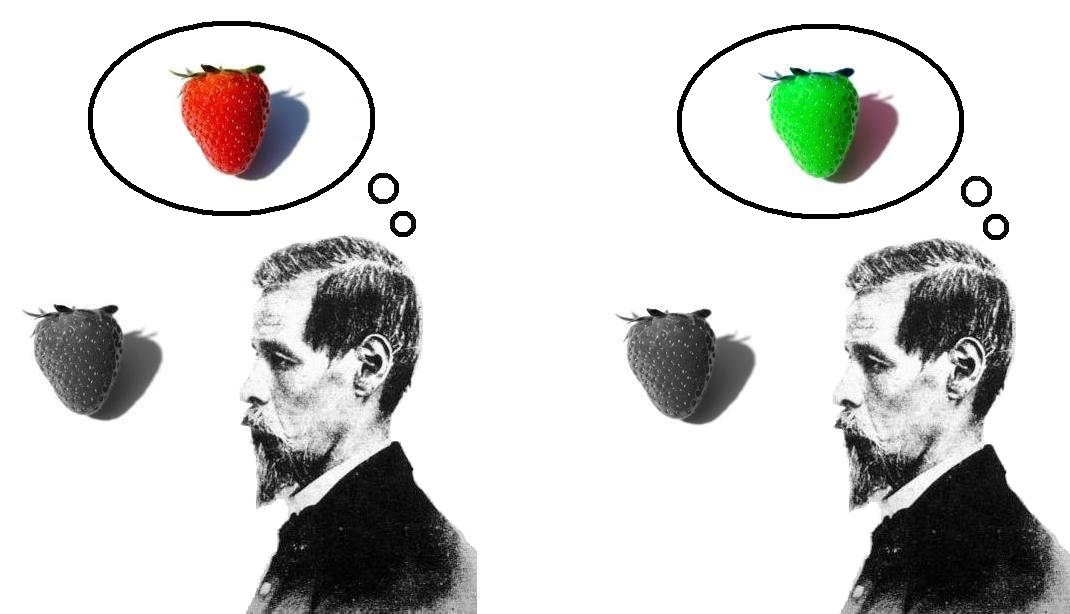
역전 감각질(Inverted Qualia)

동일한 물리적 현상에 대해서 이질적인 감각질을 가지고 있는 가능성을 상정해 본 사고실험이다. 색상에 대한 논의가 가장 알기 쉽기 때문에 색상에 대해 논해지는 것이 가장 많다. A와 B라는 사람이 자신의 앞에 있는 동일한 빨간 대상을 보고 있다고 상상해보자. 그런데 내가 이 대상을 보면서 ‘빨강’이라는 경험을 가질 때, 나와 동일한 대상을 보고 있는 B는 내가 파랑색을 볼 때와 동일한 경험을 갖는다고 하자. 역으로 A와 B가 파랑색의 물체를 보고 있을 때 B는 A가 빨강색을 볼 때와 동일한 경험을 한다. 즉 A와 B는 모든 색의 경험에 있어서 완전히 반대되는, 전도된 경험을 하게 되는 것이다.
그런데 우리는 태어날 때부터 그런 식으로 색의 경험을 해왔으며 색 표현도 나의 내적 경험에 의하여 배워왔기 때문에 이 둘은 자신들이 그렇게 전도된 경험을 하고 있다는 사실을 전혀 알지 못한다. 이는 서로가 확연히 다른 내적 경험을 하고 있음에도 불구하고 이론적으로는 그러한 경험과 관련된 모든 상황에서 동일한 방식으로 행동할 수 있음을 시사한다. 이 논의는 전통적으로는 로크에 의해서 얘기된 바 있다. 우리가 어떤 날 아침에 일어나서 이 세상에 있는 색상들이 모두 역전되어 있다는 사실을 알아차렸다고 하자. 또한 우리는 그러한 현상을 설명할 뇌나 신체의 어떠한 변화도 찾을 수 없다.
감각질의 존재에 대해 지지하는 사람들은 우리가 이러한 상상에서 어떠한 모순도 찾아볼 수 없으며, 위의 방식대로 감각질이 역전되어 있음에도 우리에게 아무런 신체적 변화를 찾을 수 없을 것이라 말한다. 이러한 논증은 형이상학적 동일성 원칙을 따른다. 어떤 것이 거짓이라는 것을 우리가 생각할 수 있다면 그것은 필수적이지 않다. 그러나 우리는 감각질이 물리적인 뇌의 특정한 상태와는 다른 관계를 가지고 있음을 상상할 수 있다. 그러므로 감각질이 물리적인 상태와 같은 상태인 것은 필수적이지 않을 것이다. 또한 우리가 상상할 수 있다면 그것은 가능하다. 그렇다면 물리적인 뇌의 상태와 다른 관계를 가진 감각질을 상상하는 것이 가능하므로, 그것이 뇌의 상태와 동일할 수 없을 것이다. 그러므로 감각질은 비 물질적인 것이다. 이 논증은 감각질이 물질적인 상태와는 다른 비 물질적이라는 것을 사고실험으로써 증명하려한다. 그러나 이 논증이 올바르기 위해서는 ‘상상할 수 있는 것은 가능하다’라는 상위전제가 필요하며 그 때문에 여러 비판에 열려있다.

### 철학적 좀비
위의 논의를 조금 더 확장시켜보자. 우리는 겉으로 보기에는 정신적인 작용을 하고 있는 나와 똑같이 행동하지만 실제로는 어떠한 의식적인 내용도 경험하지 않는 존재를 상상할 수 있을 것이다. 이러한 존재는 ‘철학적 좀비’라고 불린다. 우리가 철학적인 좀비라고 부르는 존재는 우리와 전혀 겉모습에서 차이가 나지 않으며, 단지 다른 것은 의식적 내용만을 결여하고 있다는 점이다. 그런데 이런 존재가 겉모습이나 행동하는 부분에서 나와 똑같은 존재라고 말하는 것은 비록 의식적 경험을 결여하고 있다고 하더라도 나와 동일한 기능적, 계산적 상태를 취할 수 있다는 것이다.
만일 이러한 가능성이 실제로 존재할 수 있다면 기능이나 계산적 본성을 통하여 정신을 규정하고자 하는 계산적 기능주의 입장은 상당한 타격을 입게 될 것이다. 이런 사례들이 보여주고자 하는 바는 기능적으로 규정된 정신적 상태라는 것이 정신적 상태가 지녀야 할 중요한 특성을 포착하는 데에 실패하고 있다는 것이다. 이러한 논의는 심리철학에서 감각질의 개념을 상세하게 논의하기 위해 사용되고 있다.

### 네이글의 논변 - 박쥐가 된다는 것은 무엇과 같은 것일까?
이 사고실험은 토마스 네이글의 논문 “박쥐가 된다는 것은 무엇과 같은 것일까?”에서 유래한다. 박쥐는 눈이 퇴화되어 우리와 같은 시각적 경험을 할 수 없는 대신에 음파탐지를 통하여 대상을 인식하고 길을 찾는다. 우리의 시각에 해당하는 기관이 박쥐의 경우, 청각인 것이다. 박쥐는 높은 음조의 소리를 발산한 다음 그 반향을 이용하여 대상의 위치를 파악한다. 우리는 질문할 수 있다. 박쥐가 음파 탐지를 이용하여 대상을 분별한다는 것은 어떤 것일까? 분명 그것은 우리가 경험하는 것과는 아주 다른 것으로 보인다. 그렇다면 그것은 어둠 속에서 높은 음조의 소리가 사방으로 빗발치는 모습일까? 그것도 아니다. 그것은 우리가 관찰하는 범위 내에서 상상해 본 것일 뿐, 박쥐의 입장에서 직접 겪어보지 않고서는 결코 이러한 경험이 어떨지 알 수 없다.
위의 여러 사고실험에서 알 수 있는 사실은, 바로 감각질의 ‘특권화된 접근(privileged access)이다. 감각질은 1인칭적으로만 접근할 수 있는 본질적으로 주관적인 접근이라는 것이 특권화된 접근이 말하고자 하는 함의이다. 우리가 타인의 마음에 대해서 혹은 동물의 인식과정에 대해서 말하는 것은 단지 우리가 알고 있는 자신의 인식과정 하에서 추측하는 것일 뿐이며 그 본질적인 것에 대해서는 알 수 없다. 이는 자칫 불가지론으로 빠져들 수 있지만 다르게 생각하여 보면 정신의 작용, 즉 마음의 방식이 나와 같은 것이라고 생각하는 것은 잘못일 수 있으며 여러 가지 방식이 존재할 수 있다는 가능성에 대해서도 말해주고 있다.

### 설명적 간극 논변(explanatory gap argument)
조셉 레빈(Joseph Levine)은 근본적으로 주관적 경험의 질적 차원을 뇌로부터 분리하는 과정에서의 설명적 간격이 있을 수밖에 없다는 직관을 가졌다. 또한 이러한 논의가 속성 이원론을 옹호하는 사람들과 물리학자 간의 논쟁을 위해서 중요하다고 강조했다. 그의 주장은 이러하다.
첫 번째 단계  만약 유물론이 참이라면 물질적인 것으로부터 어떻게 정신적인 것이 나오는지 설명해야만 한다. 유물론자들이나 자연주의자들이 주장하는 것처럼 자연이 하나의 크고 법칙적이며 질서 있는 체계라면 하나의 큰 전체로서의 자연을 관리하는 그 기초적인 원리에 의하여 그러한 체계 안의 어떤 부분의 발생이라도 설명하는 것이 가능해야 한다.

두 번째 단계에서는 뇌의 과정(어떠한 물리적 발생에 의해서도)에 의해서는 감각질의 존재에 대해 설명할 수 없는 것으로 보이는 점을 지적한다.
두 번째 단계 그러나, 문제는 감각질이 우리에게 주어질 때 다른 거대한 영역을 상정하지 않더라도 그것을 생각할 좋은 이유들이 있다는 것이다. 즉, 물리적인 것과 정신적인 것들 사이에 설명적인 간극이 존재한다. 레빈은 이처럼 자신의 시각을 확장한다.

세 번째 단계 내가 나의 빨간 디스켓 케이스를 보고 있을 때, 나는 문자적으로 붉음이라는 시각적 경험을 갖는다. 디스켓으로부터 나오는 특정한 구성의 빛은, 또한 특정한 방식으로 나의 망막을 자극한다. 그것은 결국 나의 시각피질에서 다양한 신경적 사건을 발생시킨다. 그런데 이 사건들을 모두 본다하여도 내가 처음에 느꼈던 붉음이라는 시각 경험은 어디에 있는가? 이것은 마치 물리적인 것과 정신적인 것 사이에는 우리가 보고 알 수 있는 관계가 없으며 전자에 의한 후자의 설명은 불가한 것으로 보인다.

이처럼 신경상태와 의식 간에 맺는 관계에 대하여 설명하는 것이 불가능한 것이라고 주장하는 것이 설명적 간극이다. 그러나 레빈은 이러한 간격이 존재론적인 차이가 아니라 인식론적인 차이일 수 있다는 의견으로서 본질적으로는 의식과 물질적인 것이 완전히 같을 수 있다는 시각을 가지고 있다.

### 매리의 방

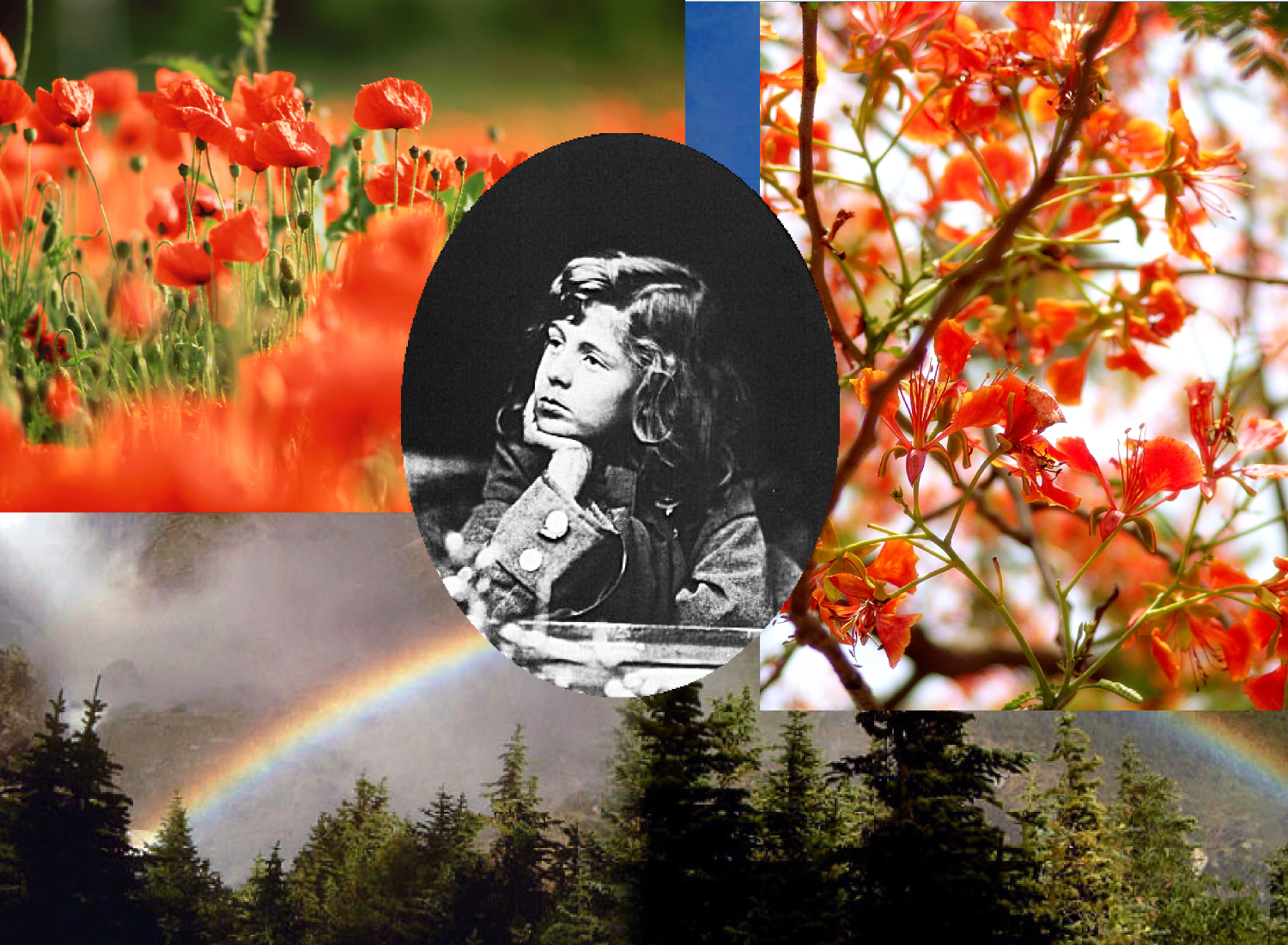
매리의 방(Mary's room)

프랭크 잭슨(Frank Jackson)에 의해 1980년대에 쓰여 진 것으로서 물리주의에 대한 반대 개념으로 많이 쓰이곤 한다. 흑백의 방에 있으면서 흑백 텔레비전을 통해 세계를 탐구한 색 과학자 매리는 이 세계와 자신에 대한 모든 정보를 가지고 있다. 그런데 어느 날 매리는 이 흑백의 방에서 나오게 되고 세계에 대한 어떤 것과 그것에 관한 시각적 경험을 배우게 된다. 이는 매리의 이전 지식이 불완전했음을 보여주며, 그녀는 모든 물리적 정보를 가지고 있었으므로 물리적 정보 이상의 것이 있다는 것이다. 논증은 이렇게 정리할 수 있다.
1. 메리가 흑백의 방을 떠나기 전, 그녀는 색과 색 지각에 대한 모든 물리적 사실들에 대해 알고 있었다. (그녀는 모든 물리적인 사실을 알고 있다.)
2. 그녀가 아직 알지 못하는 색에 대한 다른 사실(붉은 대상들이 특정한 방식으로 보이는 사실)이 존재한다. (그러므로 그녀가 모든 사실들을 알았던 것은 아니다.)
3. (결론) 따라서 물리적이지 않은 사실. 즉, 비 물리적인 것이 존재한다.

매리의 방에 대한 Jackson의 지식 논변은 특정한 색의 감각질에 고려되는 것으로 보이지만, 이는 쉽게 청각이나 후각, 미각에도 확장할 수 있다. 즉, 모든 감각질에 적용할 수 있다.

## 차머스의 분류

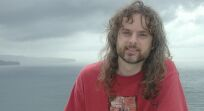
데이비드 제이 차머스(David J. Chalmers)

의식(consciousness)의 형이상학에 관련해 이제까지 철학자들이 내 놓은 입장들은 매우 다양한데 이 입장들에 따라 감각질에 대한 입장도 달라진다. 데이비드 제이 차머스(David J. Chalmers)는 그의 논문 “Consciousness and its place in nature(2002)”에서 심신문제에 대한 지난 75년간의 논의들을 크게 6가지의 타입(타입A~타입F)으로 분류하였다. 이중 세 개의 타입(타입A~타입C)은 환원주의적 입장을 취하고 있고 나머지 세 개의 타입(타입D~타입F)은 비환원주의적 입장을 취하고 있다. 이를 정리하여 소개한다.
타입 A 유물론: 인식론적 간극(epistemic gap)이 존재함을 부정하거나 존재한다고 하더라도 이는 쉽게 매워질 수 있다고 주장한다. 존재론적 간극(ontological gap)또한 부정한다. 이 관점에 따르면 의식의 쉬운 문제들(easy problem)이 다 해결되면 어려운 문제(hard problem)도 없어진다. Type A는 의식이란 존재하지 않는다는 소거주의(eliminativism)적 관점을 취하기도 하고 의식이란 존재하지만 오직 기능적/행동적으로만 설명될 수 있다는 기능주의적(functionalism)/행동주의적(behavioralism) 관점을 취하기도 한다.

대표적 철학자- 데넷(Dennett), 드레츠키(Dretske), 하만(Harman), 루이스(Lewis), 레이(Rey), 라일(Ryle) 등.
타입 B 유물론: 인식론적 간극은 긍정하지만 존재론적 간극은 부정한다. 마치 H2O의 개념과 물(water)의 개념은 다르지만 그 두 개념이 가리키는 것이 결국 같은 것인 것처럼, 현상적인 특징과 물리적/기능적인 특징은 그 개념이 서로 달라 이로부터 인식론적 간극이 발생할 수 밖에 없지만 그 둘이 가리키는 대상은 결국 같다는 것이다. 따라서 현상적인 특징과 물리적/기능적인 특징 사이에 존재론적 간극은 없다. 이에 따르면 메리의 방에서 메리가 나왔을 때 메리가 새로이 얻는 것은 없다. 원래 알고 있던 것을 새로운 방식으로 알게 된 것 뿐이다.

대표적 철학자- 블락(Block), 힐(Hill), 레빈(Levine), 로어(Loar), 리칸(Lycan), 파피뉴(Papineau), 페리(Perry), 타이(Tye) 등
타입 C 유물론: 인식론적 간극을 긍정하지만 이는 인간이 가진 능력의 한계 때문이라고 이야기한다. 인식론적 간극은 궁극적으로 끝에 가서는 해결된다는 입장이다. 예로 네이글(Nagel) 같은 경우는 우리가 의식이 어떻게 물리적일 수 있는지 지금은 설명해낼 수 없지만 개념적 혁명(conceptual revolution)이 발생하면 가능해질 것이라고 얘기하고, 맥긴(McGinn)같은 경우는 더 극단적으로 나아가 이 간극의 문제는 인간의 인식능력의 한계 때문에 인간이 해결할 수 없을 뿐 원칙상으로는 해결책이 있는 문제라고 이야기한다. (차머스는 타입 C가 결국 밀고 나갔을 때 다른 타입들에 융합되어 버릴 거라고 이야기한다. 예를 들어 차머스는 멕긴의 주장같은 경우 타입F로 빠져나갈 수 있고, 네이글은 타입 B나 타입 F가 될 수 있다고 한다.

대표적 철학자- 네이글(Nagel), 처칠랜드(Churchland), 맥긴(McGinn) 등
이상의 유물론 타입 A,B,C가 현상적인 것을 물리적인 것으로 환원해서 생각해 내려고 하였던 것과 달리 이하의 타입 D,E,F는 물리적인 것으로 환원될 수 없는 현상적인 것 또는 현상적인 것을 이루는 더 근원적 “X(물리적인 것에서 비롯되지 않는)”의 존재를 긍정한다.
타입 D 이원론: 타입 D의 D는 데카르트(Descartes)의 D이다. 즉 데카르트의 심신이원론(substance dualism)이 이에 속한다. 여기서 현상적 특징들은 물리적 세계에 영향을 줄 수 있으며 서로 상호작용(interaction)한다.

대표적 철학자- 포스터(Foster), 파퍼(Popper), 셀라스(Sellars) 등.
타입 E 이원론: 타입 E의 E는 현상부수설(epiphenomenalism)의 E이다. 현상적인 것들은 물리적인 것에 영향을 주며 인과적으로 작용할 수는 없다. 따라서 현상적인 특징들은 부수적인 것에 불과하다는 입장이다.

대표적 철학자- 캠프벨(Campbell), 헉슬리(Huxley), 잭슨(Jackson), 로빈손(Robinson)
타입 F 일원론: 타입 F엔 차머스 본인이 속해있다. 현상적인 특징을 물리적 현실세계의 더 이상 환원될 수 없는 근본적이고 내재적인 구성요소(property)로 생각한다.

대표적 철학자- 러셀(Russell), 맥스웰(Maxwell), 락우드(Lockwood), 차머스(Chalmers) 등.

## 감각질에 대한 철학적 입장들

### 물리주의
감각질 물리주의(간단하게 ‘물리주의적 입장’이라 하자)는 감각질이 물질적인 속성으로 환원될 수 있다는 시각이다. ‘물리적인’이라는 표현은 물리학의 영역에 있는 종류의 속성으로 꽤 넓게 쓰인다. 그러나 이것은 또한 생물학의 영역의 속성에서도 적용된다. 즉 물질적인 속성은 신경과학에 의해 연구되는 속성까지도 포함한다.
이러한 물리주의적 입장에는 소거주의로 가장 유명한 철학자인 대니얼 데닛Daniel Dennett, ‘능력 가설’을 통해 매리의 방(잭슨의 지식 논변)에 대응하는 David Lewis, 인공지능 연구자로 알려져 있는 Marvin Minsky, 저명한 신경철학자인 폴 처칠랜드 P. churchland(부부가 함께 활동) 등이 있다. 물리주의의 대표적인 철학자들을 통해 여러 물리주의자들이 어떠한 방식으로 감각질에 대해 생각하는 지에 대해 알 수 있을 것이다.

#### 대니얼 데닛(Daniel Dennett)

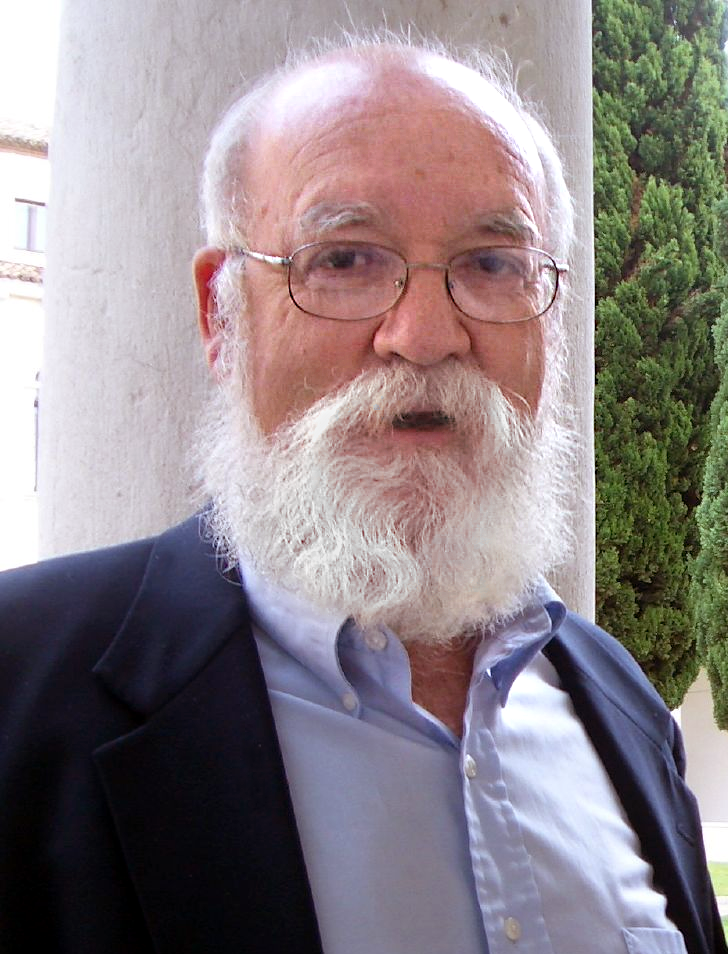
대니얼 데닛(Daniel Dennett)

데닛에 의하면 감각질이란 존재하지 않는다. 감각질에 관련한 데닛의 공격을 이해하려면 우리는 한 가지를 정리해야 한다. 감각질은 단순히 대상의 느낌이라는 속성을 지시하는 일반적인 이름이 아니며 이 용어는 문제가 되는 현상의 본성에 관한 특수한 시각을 갖는다. 대략적으로 말하자면 이 시각이란 ‘감각질’은 한 표상에 대해 하나로 나타난다는 것이다. 이때 표상이란 그 자체는 마음/두뇌의 실재하는 상태, 분명한 독립적 상태이다. 이처럼 내가 달리는 사람을 볼 때 그 지각은 나의 실재하는, 분명하고 독립적인 상태이며 이와 밀접하게 관련한 상태가 있는데 이것이 달리는 사람으로 ‘보여짐’이다. 데닛이 비판하고자 하는 것은 감각질에 대한 ‘보여짐’의 부분이다. 그는 그의 논문“Quining Qualia”에서 ‘전도된 스펙트럼 사고실험’에서의 ‘보여짐’에 의문을 가진다.
나는 처음 맥주를 맛보았을 때, 그것이 하수구 물 맛(보통 사람들의 경험)이 난다고 생각했다. 나중에 맥주는 매우 맛있는 것으로 바뀌었다. 맛이 여전히 같은 것인가 아니면 바뀌었는가? (Dennett. 1988)

데닛은 이처럼 우리가 상식적 직관으로 알고 있는 것과는 달리, ‘보여짐’의 변화나 불변이 어떤 것인지에 대해 우리가 분명한 생각을 전혀 가지고 있지 않다고 말한다. 우리가 한 종류의 ‘보여짐’과 다른 종류의 ‘보여짐’을 구분할 수 없다면 우리는 어느 것에도 적용할 수 없는 ‘보여짐’의 개념을 가지고 있는 것이 될 것이다.
데닛은 전통적인 철학에서의 ‘보여짐’의 개념으로서의 환상을 지지하지 않는다. 그에게 감각질은 말로 표현할 수 없고, 본래적이고, 개인적이고, 자체가 개별적인 표상 상태나 사전의 속성이 아니다. 오히려 그것은 복잡한 관계적 속성이다. 다시 말해 타인현상적 또는 자기현상적 판단, 즉 주어진 상황, 역사, 두뇌 그리고 행위에 의해 대상이 어떻게 느껴지는가 하는 판단의 순수한 산물인 어떤 속성일 뿐이다.
데닛에 의하면 지각 입력은 순수하게 질적인 것이 될 수 없다. 데닛은 ‘감각질’을 지각과정의 산물이나 출력으로도 믿지 않는다. 의식의 무대에서는 감각에 의해 제공되는 감각질, 즉 선호되거나 혐오되거나 판정되거나 검토되거나 기억에 저장되거나 자아에 의해 다른 인지 목적에 사용되거나 하는 감각질이란 존재하지 않는다. 그러나 1인칭 시각에서 본다면 당신에게는 ‘냄비수프를 내가 처음 먹었을 때의 맛’이라는 질적인 상태는 존재하지 않는 것처럼 보일 것이다. 당신이 즉각적으로 싫어할, 당신의 미각 경험에서부터 자기 발생적으로 판정을 내릴, 그 맛의 여러 질적인 부분들에 대해 여유를 갖고 검토할(그것이 정확히 ‘무엇이었지?’), 그리고 미래의 냄비 수프의 경험을 기대하면서 기억에 저장할 그런 맛이란 존재하지 않는다.
보다 정확하게 한다면, 데닛의 시각에서는 우리의 지향적 지각 경험은 ‘질적인 측면’을 전혀 가지고 있지 않다(경험론자들에 따른다면). 지각과정의 입력들은 현상적 상태들이 아니므로 (애초에는 아무것도 없을) 지각과정의 현상적 ‘잔여물’만이 존재할 수 있을 - 또는 존재하지 않을 - 뿐이다. 따라서 적절한 주의 집중과 추상화를 통해 접근할 수 있는 나의 지향적 지각 경험에는 질적인 상태가 존재하지 않는다.
그렇다면 시각경험이나 후각경험과 같은 것이 ‘질적인’ 경험이 아니라면 도대체 그것은 무엇인가. 데닛의 표준 답변은, 감각의 질적 속성들이 두뇌 상태의 성향적 속성들 이외에 아무것도 아니며, 이 질적인 속성은 일정한 관련 효과를, 그런 두뇌 상태를 지닌 속성의 경험자에게 일으킨다(1998,p. 146)는 것이다.

#### 데이비드 루이스(David Lewis)
데이비드 루이스(David Lewis)는 지식의 유형과 감각질의 경우에서 지식이 넘어가는 과정에 대한 새로운 가설을 소개하였다. 루이스는 “매리의 방 사고실험”에서 매리가 그녀의 흑백의 방에서 붉은색이 어떻게 보이는 지에 대해 학습할 수 없을 것이라는 사실에 동의한다. 그러나 그는 그러한 사실이 전혀 문제되지 않는다고 말한다.
그의 주장에 따르면, 학습은 정보를 전달하지만 감각질을 경험하는 것은 정보를 전달하지 않는다. 대신에 감각질 경험은 능력을 전달한다. 매리가 붉은 색을 볼 때, 그녀는 어떠한 새로운 정보도 얻을 수 없다. 대신에 그녀는 새로운 능력을 얻는다. - 지금 그녀는 붉음이 어떻게 보이는지에 대해 기억할 수 있고, 다른 붉은 것들이 어떻게 보일지에 대해 상상할 수 있으며 붉음의 더 나아간 사례까지 알아볼 수 있다. 루이스는 잭슨의 사고실험(매리의 방)이 “현상적인 정보 가설”을 사용한다고 말한다. - 즉, 매리가 붉음을 보고 얻는 새로운 지식은 현상적 지식이다. 루이스는 지식의 두 유형 사이를 구별 짓는 “능력 가설”을 새로이 제안 한다 : 지식은 know-that(정보)과 know-how(능력)으로 나뉜다. 평소에 두 지식은 엉켜있다; 평범한 학습은 또한 그 대상의 경험과 동반된다. 그리고 사람들은 정보를 학습하는 동시에(예를 들어, ‘프로이트는 심리학자였다’는 사실) 능력도 얻는다(‘프로이트의 이미지를 알아볼 수 있는 능력’). 그러나 사고실험에서, 매리는 평범한 학습을 통해 오직 know-that 지식만을 얻는다. 그녀는 기억하거나, 상상하거나 붉은 색을 알아보는 등의 know-how 지식을 갖는 것으로부터는 단절되어 있다.
우리는 매리가 붉음에 대한 경험을 동반하여 도출된 몇몇의 필수적인 데이터들을 새로이 학습하였다는 직관을 갖고 있다. 그것은 또한 어떤 것들은 방 안에서 학습되지 않는다는 점에서 논쟁적이다; 예를 들어, 우리는 방 안에서 스키를 타는 방법을 배웠다는 것을 기대하지 않는다. 루이스는 정보와 능력이 잠재적으로 다른 것이라는 것을 정교화한다. 이러한 방법으로, 물리주의는 아직도 메리가 새로운 지식을 얻었다는 결론과 양립가능하다. 그리고 이러한 생각은 또한 감각질의 다른 예들을 고려하는 데에 유용하다; “박쥐로 사는 것”은 능력, 즉 know-how 지식이다.

#### 마빈 민스키(Marvin Minsky)

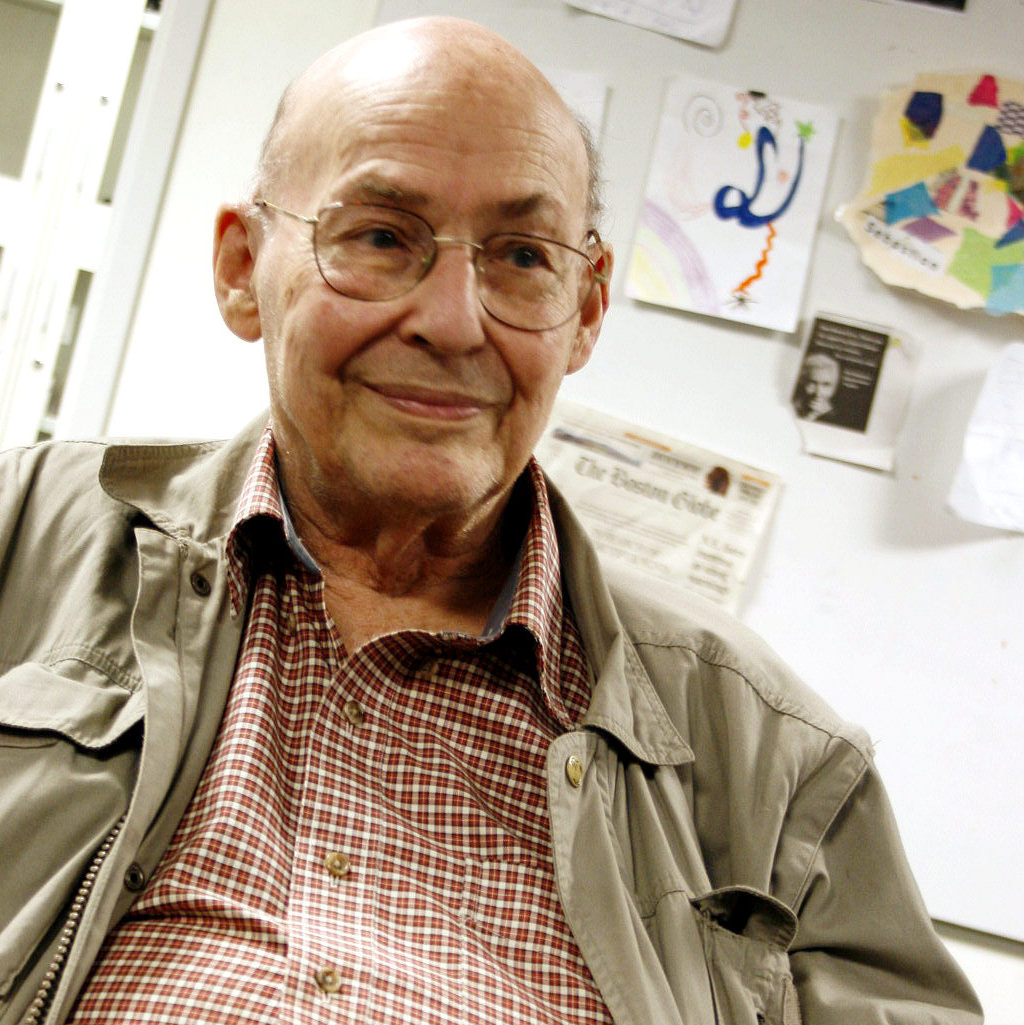
마빈 민스키(Marvin Minsky)

베테랑 인공지능 연구자인 마빈 민스키는 감각질의 문제가 본질적으로 복잡성, 더 정확히 말하면 단순성을 위한 복잡성의 실수인 것으로 보았다.
지금, 철학적인 이원론자들은 불평할지도 모른다.: “당신은 다치는 것이 당신의 마음에 어떻게 영향을 주는지 설명했어요 - 그러나 당신은 아직도 다쳤다는 느낌을 어떻게 표현해야할지 모르는군요.” 이것은 아주 큰 문제를 유지시킨다. - 독립된 것으로서 ‘느낌’을 구체화하는 시도는 즉, ‘설명할 수 없는 것’의 본질이다. 내가 그것을 볼 때, 느낌은 이상한 괴물과 같은 것이 아니다. 그것은 간단하게 ‘다치는 것’을 구성하는 그들의 인지적인 변화이다. - 그리고 이것은 또한 이러한 변화를 표현하고 요약하기 위해서 하는 서투른 시도들을 포함한다. 그 큰 실수는 자원(심적 변화를 불러일으키는)에 대한 우리 성향의 복잡한 재배열을 위해 우리가 언어를 사용하는 것을 인지하기보다는, ‘다치는 것’의 ‘본질’, 그리고 단순하고 단일한 것으로서 그것(감각질)을 보는 데에서 온다.
민스키는 의식에 대하여, 그것이 많은 숫자의 자동적이고 상당히 단순한 작동체들의 복잡한 상호작용에서 등장한다고 생각하였다.

#### 폴 처치랜드(Paul Churchland)
폴 처치랜드에 따르면, 의식은 두뇌의 생물적 속성이다. 처치랜드에게 ‘매리의 방’에서의 매리는 야생의 아이처럼 여겨질 것이다. 야생의 아이는 어린 시절 동안에 극단적인 고립을 겪는다. 기술적으로 메리가 방을 떠날 때, 붉은 색깔이 어떤 것인지를 알거나 보는 능력을 가지고 있지 않을 것이다. 뇌는 색을 보는 방법을 발달시키고 배워야 한다. 뇌가 그러한 능력을 갖기 위해서는 시각피질의 v4 섹션에서의 패턴 형성이 필요하다. 이러한 패턴들은 빛의 파장의 노출을 통해 형성되는데, 이러한 노출은 이른 시기에 뇌의 발달을 필요로 된다. 매리의 경우에, 색에서의 식별과 범주화는 오직 흑백의 표상에 관하여만 있을 것이다.
매리의 방 논변(잭슨의 지식논변)을 다시 정리하면,
(A1) 매리는 (석방 이전에) 물리적인 모든 것을 알고 있다.
(A2) 매리는 (석방 이전에) 모든 것을 알고 있지는 않다. (매리는 석방 시에 무언가를 배운다.)
(A3) 그러므로, 물리적이지 않은 사실이 있다.
(A4) 그러므로, 물리주의는 틀렸다.
가 될 것인데, 물리주의자인 처칠랜드는 (A1)과 (A2)의 안다가 같은 것이 아니라, 전자는 명제적 지식을 안다는 것이며 후자는 비명제적 지식을 안다는 것이라고 주장했다.

### 기능주의
기능주의는 "심적 상태(mental state)의 본질이 감각자극의 입력과 행동결과의 출력을 연결하는 인과적 역할(role, function)에 있다"고 주장한다. 기능주의에 따르면 모든 정신적 특징들은 기능적 특징들로 설명될 수 있다. 기능주의는 감각질의 문제를 제대로 설명해낼 수 없다는 비판을 받는다. 기능주의자에 대항하는 근거로서 흔히 거론되는 것이 역전 퀄리아(inverted qualia)와 철학적 좀비(philosophycal zombie)이다. 역전퀄리아는 완전히 다른 두 종류의 감각질이 동일한 기능을 수행할 수 있음을 보여주고 철학적 좀비는 감각질이 전혀 없는 것(감각질이 없는 로봇과 같은 것)도 감각질이 있는 것과 동일한 기능을 수행할 수는 있다는 것을 보여준다. 즉, 기능주의가 주장하는 바와 달리 감각질은 기능(function)이나 원인적 역할(causal role)과는 동떨어져 있는 것이라는 반박이다.
김재권은 물리주의를 옹호하며, 정신적인 속성에 대하여 적어도 당위적인 차원으로라도 ‘환원주의’를 받아 들여야한다는 강한 주장을 한다. 그는 “실재한다는 것은 인과적 힘을 갖는 것”이라는 알렉산더의 논제
를 주장하며 인과적 힘을 갖지 않는 존재는 진정한 실재가 아닌 부수현상이라고 말한다. 이때 감각질은 지향성/인과적 기능을 하지 못하므로 부수현상이 된다. 이 때문에 그는 그의 강력한 환원주의적 입장에서 한걸음 물러나 비교적 문제에 대한 소극적 태도를 보인다. 그는 물리현상에서는 찾아볼 수 없는 의식의 주관성 문제에 대해 깊게 생각하는 듯 보이며 감각질을 중요하게 생각하는 최근 철학자들의 동향은 이와 유사하다.
김재권은 심신환원주의가 갖는 설명의 부담에 대해 최근 저서인 『물리주의, 또는 거의 충분한 물리주의』
에 담고 있으며, 이와 함께 「극단에 선 물리주의」에 나타난 그의 생각은 다음과 같다.
1) 물리주의는 극복해야 할 두 가지 주요한 어려움들이 있는데, 이는 정신 인과의 문제와 의식의 문제이다. 첫째 문제는 정신성이 어떻게 인과적으로 폐쇄된 물리적 세계에서 영향력을 가질 수 있는가를 설명하는 문제이다. 둘째는 근본적으로 그리고 본질적으로 물리적인 세계에 의식과 같은 것이 있을 수 있는가를 설명하는 문제이다.
2) 한 정신적인 항목이 물리적 세계 내에서의 그 실현자로 기능적으로 환원될 때 오직 그때에만 그 항목과 관련된 정신 인과의 문제는 해결될 수 있다.
3) 지향적/인지적 속성은 기능화될 수 있으며, 따라서 기능적으로 환원될 수 있다고 믿을 만한 이유가 있다. 반면에 의식은 기능화될 수 없으며, 따라서 환원 불가능하다. 그러므로, 정신 인과의 문제는 지향적/인지적 속성에 관하여는 해결 가능할지라도, 의식 속성들 또는 감각질에 관하여는 해결 불가능하다.
4) 의식이 기능화될 경우에 오직 그때에만 의식의 문제는 해결가능하다 또는 설명적 간극이 메워질 수 있다.
5) 그렇다면 감각질은 물리적 도식 내에 편입될 수 없는 잔여가 된다. 감각질은 물리적인 것에 환원될 수 없으며, 그런 이유 때문에 (ⅰ)감각질은 부수현상이며, (ⅱ) 그들의 존재 그리고 특정한 신경적 또는 물리적 과정과의 관찰된 연관성은 설명될 수 없다.

### 표상주의

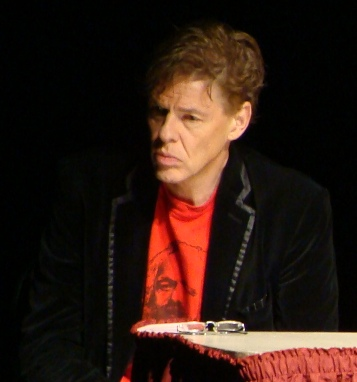
마이클 타이(Michael Tye)

표상주의(representationalism)는 지향주의(intentionalism)라고도 할 수 있다. 표상주의자들은 경험의 현상적 특징들(감각질)이 경험의 표상적 특징들로 설명될 수 있다고 주장한다. 마이클 타이(Michael Tye)와 같은 환원주의적 표상주의자들은 심지어 감각질은 표상적 특징들과 동일한 것이라고 이야기한다. 마이클 타이(Michael Tye)와 유사한 주상을 하는 사람들로는 프레드 드레츠키(Fred Dretske),하만(Harman), 리칸(Lycan), 멕도웰(McDowell), 레이(Rey), 화이트(White) 등이 있다. 다음은 마이클 타이가 감각질에 대해 이야기하는 부분을 인용한 것이다.
지금 당신의 눈앞에 펼쳐져 있는 광경에 주목해서 그것이 당신에게 어떻게 비춰지는 지에 집중해 보아라. 당신이 당신의 눈앞의 여러 대상들을 보게 되는 것은 그 대상들의 외관(surfaces)을 봄으로써이다.(중략) 당신이 직관적으로 보는 그 외관들은 보편적으로 관측되는 그 대상들의 외관이다. (중략) 당신은 그 외관들을 보면서 즉각적으로 그리고 직접적으로 그것들의 질적 특징들(qualities, 여기서 감각질과 같은 의미) 통째를 인식하게 된다. (중략) 당신은 그것들을 대상들의 질적 특징들로서 경험하는 것이지 자신의 경험의 질적 특징들로서 경험하는 것이 아니다.

마이클 타이는 통증의 감각질에 대해서 이렇게 이야기 한다.
손가락에 통증을 느낄 때, 당신은 그 통증이 손가락에 있다는 걸 알아차리지 못하고 그 고통을 느낄 수 있다. 예를 들면, 당신이 다른 무언가에 정신이 팔려 고통의 감각에 집중하지 못할 때 그럴 수 있다. 하지만 당신이 고통을 알아차리고 이에 집중한다면 당신은 당신의 고통이 느껴지는 그 곳으로 정신을 집중하게 될 것이다.(이 경우에는, 손가락으로) (중략) 당신이 고통에 집중할 때, 당신은 즉각적이고 직접적으로 당신의 손가락에 있는 그 질적 특징들(고통의 감각질)을 인식한다. (중략) 여기서 당신의 통증은 상상통일 수도 있다. 하지만 여전히, 당신은(중략) 손가락이 실제로는 존재하지 않는다고 하여도 그 질적 특징이 손가락에 있는 것으로 지각한다. 이는 우리가 직접적이고 내적으로 인식하는 고통의 경험들(고통의 감각질)이 (오류 가능성이 없는 것으로 가정되는)주관적 경험의 질적 특징들이 아니라 “고통이 있는 것으로 느껴지는 특정 부위의 신체적 손상”의 질적 특징들이라는 점을 분명하게 보여준다.

하지만 과연 감각질이 어떤 특정 지향성(intentionality;“마음이 어떤 물체나 세계의 상태를 지시하거나 지향하는 특징”)을 갖는지에 대해서는 논란이 있다. 표상주의의 주장에 오류가 있다고 주장하는 사람들은 그들의 주장과는 달리 현상적 특징이 표상적 특징들과 동일하지 않은 경우가 있다고 주장한다. 한 예로 우리가 어떤 것이 머리 위를 날아가는 것을 보는 경험과 머리 위로 날아가는 소리를 들은 경험에서, 이 두 경험은 현상적으로 서로 다른 특징을 가지고 있지만 우리는 그것들이 표상하는 바를 “방금 머리 위를 무엇이 지나갔어.” 라고 동일하게 이야기한다. 그 둘을 구분하는 것은 그것들이 표상되는 방식을 설명해야 가능할 텐데 이는 표상과는 다른 무언가(여기서는 방식(way))을 불러들이는 게 된다. 이러한 반박 사례들은 어떤 현상적 특징들이 반드시 표상적 특징과 동일하거나 그로부터 수반(supervene)되는 것은 아님을 보여준다.

표상주의에서 새로운 영역을 개척하는 사람들도 있다. 데이비드 차머스(David Chalmers)는 감각질(현상적 특징들)이 표상적 특징들과 관계가 깊다는 표상주의에는 동의하지만 마이클 타이(Michael Tye)처럼 환원주의적 표상주의를 택하지는 않는다.

존 설(John Searle)의 경우 현상적 의식과 지향성(intentionality)이 매우 밀접한 관계가 있음에는 동의하지만 그는 표상주의자들처럼 의식을 지향성으로 설명하지 않고 지향성을 의식으로 설명해야 한다고 주장한다. 조지 그라헴(George Graham), 테리 호겐(Terry Horgen), 존 티엔슨(John Tienson)도 이에 비슷한 입장이다.

### 신비주의
신비주의는 의식에 문제에 관한 심리철학의 입장 중 하나로서, 감각질이 현재의 물리학에 포함되어 있지 않고 '어려운 문제Hard problem'도 여전히 남아 있기 때문에, 그 문제를 해결하는 것은 불가능하다고 생각한다. 이러한 입장에 서 있는 학자들은 물질인 뇌로부터 어떻게 주관적인 의식 체험이 생겨나게 되는지에 대한 문제는 해결 불가능하며, 그런 이유로 심신의 문제는 역시나 해결 불가능하다는 입장이다.
이 입장의 대표적인 학자에는 '토마스 네이글(Thomas Nagel)'과 '콜린 맥긴(Colin McGinn-1950. 3. 10. 영국의 철학자. 현재 마이아미대학 교수)' 그리고 '스티븐 핑커(Steven Arthur Pinker-1954. 9. 18-. 캐나다 몬트리올 태생. 미국의 실험심리학자, 인지심리학자. 2009년 기준으로, 하버드대학에서 심리학 교수로 근무하고 있다)' 등이 있다.  이러한 입장에서 네이글은, 감각질의 문제가 해결되기 위해서는 우리들이 가지고 있는 세계에 관한 견해가 근본적인 수준으로부터 바뀌지 않으면 무리일 것이라고 생각하였다. 토마스 네이글은 ‘박쥐로 사는 것은 어떤 것인가?’라는 사고실험을 통하여, 어떤 존재가 의식을 갖는다는 것은 ‘something it is like to be that being’(그것임, 그 존재가 된다는 것은 어떤 것인가)의 문제라고 보았다. 그러나 인간이 세계를 보는 현재의 수준은 자신의 입장에서 세계를 바라보는 관찰 형태이며 이러한 현재의 방식으로는 타인의 감각질이 어떠한 것인지, 다른 동물의 의식경험이 어떠한 것인지에 대해 알 수 없다고 보았다.
맥긴은 인간이라는 종(種)이 가지는 고유의 인지적 메커니즘은 뇌의 구조로 인해, 일정한 정도의 능력적 한계를 지니고 있기에 그러한 능력을 넘은 문제가 인간에게서는 절대 파악될 수 없다고 하는 ‘인지적 폐쇄’ 개념을 주장하였다. 철학자 콜린 맥긴은 이렇게 말했다.
내가 당신의 두뇌에 대해 모든 것을 안다고 가정해보자. 나는 당신 두뇌의 해부학적 구조, 두뇌의 화학적 구성성분, 다양한 두뇌영역의 전기자극 패턴을 안다. 심지어 모든 원자의 위치와 그보다 하위단위인 전자구조까지도 안다. 그렇다면 내가 당신의 정신에 관해 모든 것을 아는 것인가? 분명 그렇지 않을 것이다. 나는 당신의 정신에 관해 모른다. 당신의 두뇌에 관한 지식을 안다고 해도, 나는 당신의 정신에 대해서는 전혀 알지 못한다.

### 이원론
심신(心身)문제와 관련해서 이원론(二元論)을 주장하는 사람들이 있다. 데카르트의 경우 실체이원론(substance dualism)을 주장하였는데 이에 따르면 몸과 마음이 두 독립적인 개별적 실체로 존재한다. 하지만 데카르트의 실체이원론을 따르자면 몸과 마음이 어떤 상호작용을 해서 서로 연관을 갖는지를 설명해내야 한다. 여기서 어떤 이원론자들은 그 연관관계를 설명해내기 보다는 부수현상론(epiphenomenalism)을 선택해 그 연관관계를 설명할 이유를 말소해버린다. 부수현상론에 따르면 마치 우리가 움직일 때 그림자가 생기는 것처럼 현상적인 것(심적인 것들)은 물리적인 것의 그림자 같은 것일 뿐 물리세계에 어떤 영향도 줄 수 없는 것이다.

### 일원론
감각질과 물리적 현상의 사이를 잇기 위하여 정보에 주목하는 일련의 연구적 흐름이 있다. 그것은 '존 휠러John Archibald Wheeler(1911.7.9-2008.4.13. 미국의 물리학자)'가 주장했던 "it from bit(모든 것은 비트로부터 형성된다)"라는 형이상학에 영향을 받아서 주장을 핀, '데이비드 존 차머스(David John Chalmers)'의 'Dual-aspect Theory of Information(정보의 이중 양상 이론)'과 '쥬리오 토노니(Giulio Tononi)'의 '의식의 정보통합이론' 같은 수학적인 구성을 가진 이론이다.
데이비드 차머스의 ‘정보의 이중 양상 이론’은 중립적 일원론으로서, 이 이론에 따르면 심적 속성과 물질적 속성은 하나의 단일한 실체(정신적인 것도 아니고 물질적인 것도 아닌 정보일 뿐)의 두 가지 다른 양상이다. 이러한 시각은 정신과 물질이 단일하게 존재하는 신(자연)의 수많은 ‘양태들modes’랑 유사하다. 이러한 입장에 따르면 감각질도 현상적 속성으로 나타나는 일련의 정보로 보아야 할 것이다.

## 감각질에 대한 과학적 입장들

### 프란시스 크릭(Francis Crick)과 크리스토프 코흐(Christof Koch)

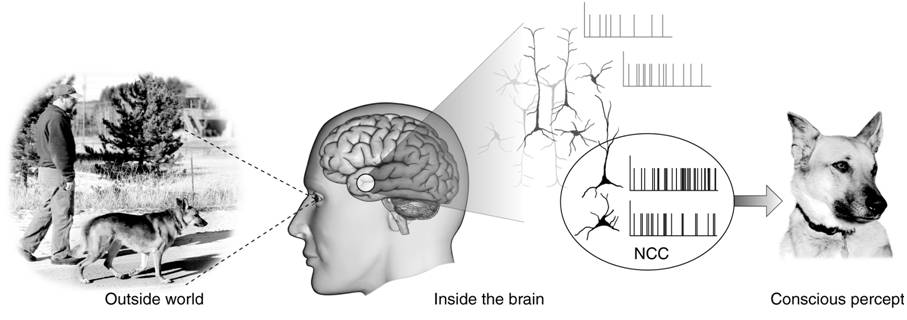
그림은 NCC 탐색의 기반이 되는 틀이다. 산책을 하고 있는 개(제일 왼쪽)를 보고 있는 사람(왼쪽에서 두 번째)의 뇌 내에서 일어나고 있는 여러 가지 신경세포의 발화의 모임들 가운데, 그 일부가 NCC로서(그림 중의 동그라미로 둘러싸여 있는 부분), 생각나는 개의 상(제일 우측) 즉, 주관적인 의식체험을 낳는 역할을 담당하고 있다고 한다. '크리스토프 · 코흐'로 대표되는 일부의 신경 과학자들은 그러한 생각을 기초로 NCC를 발견 · 분류하는 것을 목표로 연구를 계속하고 있다고 한다.

프랜시스 크릭[Francis Crick: 소크 연구소(Salk Institute for Biological Studies)샌디 에이고 소재]과 크리스토프 코흐(Christof Koch: 캘리포니아 공과대학)는 시지각(visual perception)에서부터 의식을 탐구하기 시작한다. 그들은 “합해졌을 때 특정한 의식적 지각체나 경험을 일으키기에 충분한 신경적 기제나 사건들의 최소 집합,” 즉, 의식의 ‘분자적이고 신경적인 상관물’(NCC, neuronal correlates of consciousness)을 찾는다면 우리가 의식에 관한 아주 유용한 설명 틀을 갖게 될 것이라 생각한다. 크릭과 코흐는 정신적 사건과 그것의 신경상관물 사이에는 분명한 대응관계가 있어야 한다고 믿으며, 다시 말해 이는 물질이 없으면 마음이 존재할 수 없다는 것이다. 이들은 의식을 인과적 힘을 갖지 않는 부수현상이나 환상일 것이라고 생각하지 않았다.
그들은 유기체가 주관적인 느낌(날 느낌(raw feel): 감각질)을 갖게 됨으로써 일종의 진화적인 관점에서 더욱 향상된 삶을 살 수 있게 되었다고 말한다. 그는 “주관적인 경험을 기정사실로 여기고, 뇌의 활동은 생물학적 존재가 무언가를 경험하는 데 필요하고도 충분한 조건이라고 가정”하는 데서 출발한다. 그들에게 ‘감각질’은 기억에 필수적이며, 자아를 형성하며, 주체가 미래를 계획하고 선택하는 데 영향을 미치는 것이다. 감각질은 의미와 연관된다. (부수현상론자들이 주장하는 것과는 달리) 또한 지각체와 관련된 많은 개념과 경험들을 재빠르게 부호화하는 ‘기호(symbol)’의 역할을 한다. 이들의 이론에 따르면, 감각질은 전전두와 전대상피질에 위치한 계획 단계에 밀접한 연관이 있다.

### 로저 펜로즈(Roger Penrose)와 스튜어트 하메로프(Stuart Hameroff)
감각질과 양자역학 사이에 어떤 관계가 있다고 여겨 이를 연구하는 사람들이 있다. 대표적 인물로 로저 펜로즈(Roger Penrose)가 있다. 그가 양자역학에 주목한 까닭은 의식의 계산불가능성에 기반을 둔다. 그는 그의 책 "황제의 새 마음 (The Emperor's New Mind)(1989)"에서 수학의 형식화에 대한 한계를 증명한 괴델의 불완전성 원리(Gödel's incompleteness theorems)을 바탕으로 뇌에도 알고리즘적이고 계산적인 것을 넘어서는 능력이 있다고 주장한다. 그래서 의식을 이루는 근본 물질도 계산 불가능적(non-computable)인 특성을 지닐 것이라 여겨, 계산불가능성을 지닌 양자의 세계에 주목하였다. 로저 펜로즈는 스튜어트 하메로프(Stuart Hameroff)와 함께 각자의 이론을 합쳐서 “조화로운 객관적 파동수축”(Orchestrated Objective Reduction, 줄여서 Orch-OR 또는 ORR)이론을 만들었다. 이 이론에 따르면 뇌의 미세소관(microtubule)을 구성하는 단백질인 튜블린(tubulin)의 파동함수가 수축할 때에 의식체험(감각질)이 생성된다. "주관적 수축(Subjective reduction)"과 달리 "객관적 수축(Objective reduction)"이라고 한 것은 관측(observation)이나 환경적 영향에 의해 수축이 일어난다고 하는 양자역학의 일반이론과 달리 튜블린의 파동함수는 스스로 수축(self-collapse)한다고 보았기 때문이다. 하지만 이 이론은 아직 매우 개념적인 것이며 아직 가설단계에 있는 양자중력 등과 결합되어 있기 때문에 많은 난점을 가지고 있다.

### 라마찬드란(Ramachandran)

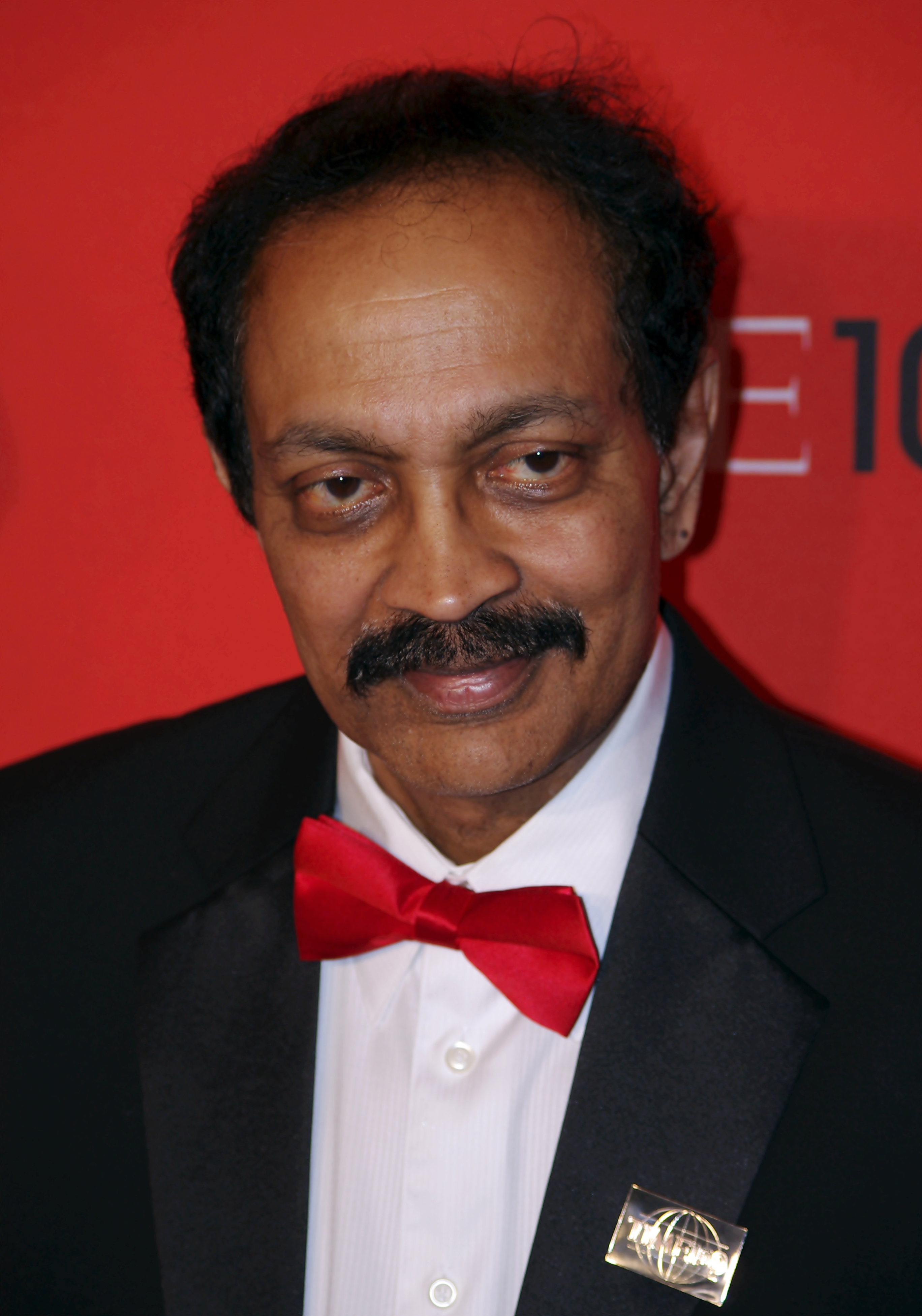
라마찬드란(Ramachandran)

라마찬드란은 감각질의 존재를 부정하거나 감각은 부수적인 현상일 뿐이라고 하는 생각(부수현상론;epiphenomenalism)에 반대한다. 그는 “어떻게 뇌 속 뉴런에서 발생한 이온과 전류의 흐름이 차가움, 따뜻함, 빨강과 같은 주관적 감각을 만들어내는가?”와 같은 문제가 있기 때문에 감각질은 분명 존재하며 감각질의 문제는 매우 중요하다고 생각한다. 그는 감각질을 지닌 감각의 특징을 3가지 정도로 이야기 한다. 먼저 그 인식(입력)은 비가역적(irrevocable)이고 반응(출력;response)은 유연적(flexibile)이며 그 감각질은 어느 정도 순간기억에 보관된다고 한다(endurance). 그는 감각질이 측두엽에서 발생한다고 주장한다. 이 주장은 의식작용의 초기단계(early stage)도 의식작용의 마지막 단계(final stage)도 아닌 의식작용의 중간단계(intermediate stage)에 관련되는 측두엽이 인식(perception)과 행동(action)의 중간영역인 감각질에 관여할 거란 생각에서 비롯한 것이다.
그는 또한 감각질의 문제는 자기(self)의 문제와 동전의 양면처럼 서로 결부되어 있다고 한다. 감각질이 없는 자기(self)란 없고 자기(self)없이 둥둥 떠다니는 감각질도 없기 때문이다.

## 같이 보기
- 반전 스펙트럼
- 철학적 좀비
- 메리의 방

## 참고 자료
- Online papers on qualia, by various authors, compiled by David Chalmers
- Absent Qualia, Dancing Qualia, Fading Qualia, by David Chalmers
- "Field Guide to the Philosophy of Mind"
  - The Knowledge Argument 보관됨 2012-12-03 - 웨이백 머신, by Torin Alter
  - Qualia Realism. 보관됨 2012-12-03 - 웨이백 머신, by William Robinson.
- Qualia! (Now Showing at a Theatre Near You), by Eric Lormand. A response to Dennett.
- Quining Qualia, by Daniel Dennett
- The Stanford Encyclopedia of Philosophy:
  - Inverted Qualia, by Alex Byrne.
  - Qualia, by Michael Tye.
  - Qualia: The Knowledge Argument, by Martine Nida-Rümelin.
- Three Laws of Qualia 보관됨 2011-11-21 - 웨이백 머신, by Ramachandran and Hirstein (biological perspective).
- Brainy Mind (qualia and the sensation of time) by 리처드 그레고리(Richard Gregory)